# Matthew Greywolf
Benjamin Buss (született 1977. október 7-én), művésznevén Matthew Greywolf német zenész, aki leginkább a Powerwolf nevű power metal együttes szólógitárosaként és fő dalszerzőjeként ismert.
Janine Buss fotós felesége.

## Életrajz

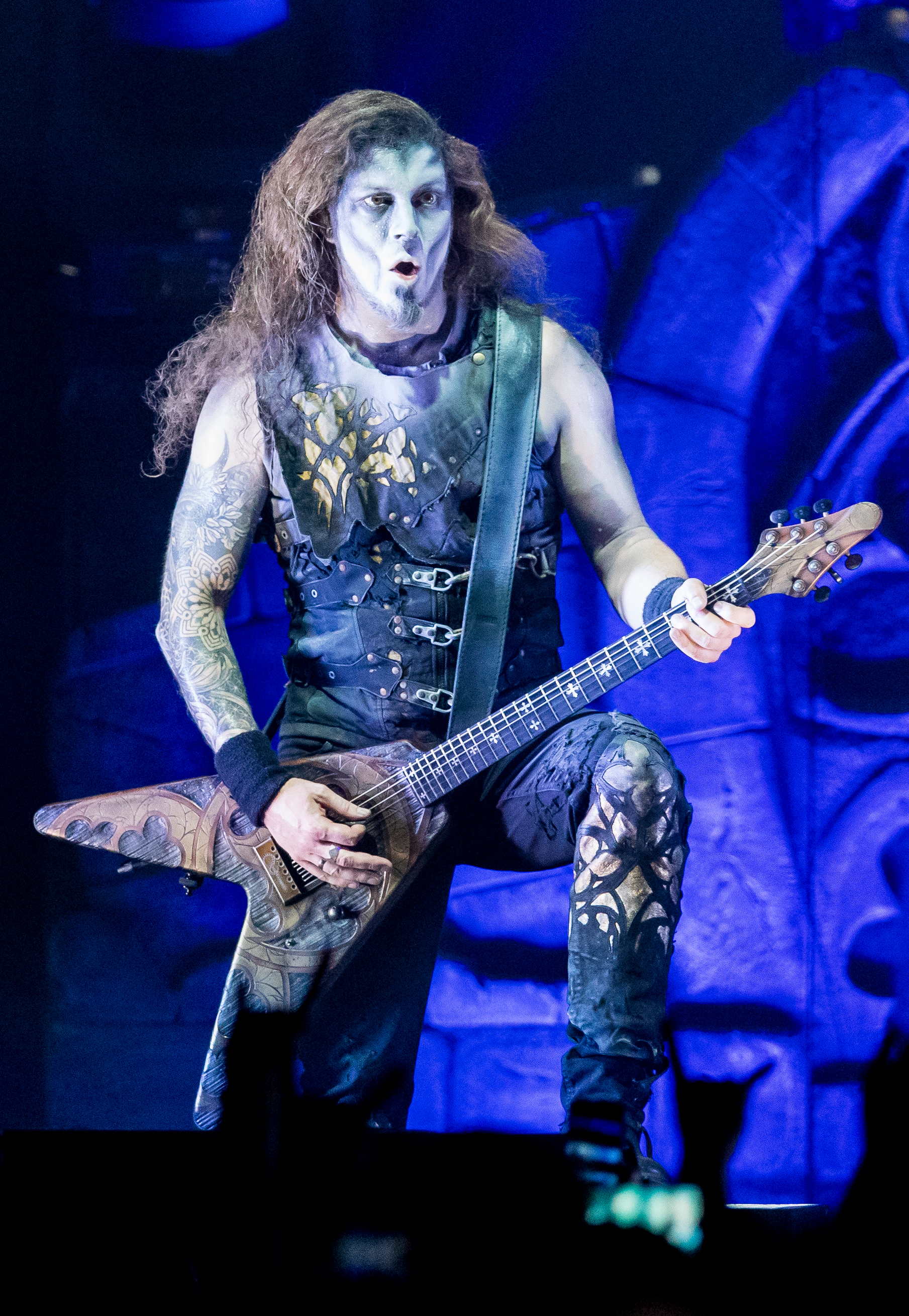
Greywolf a Powerwolf zenekar 2019-es fellépésén a Zeltfestival Rhein-Neckar fesztiválon

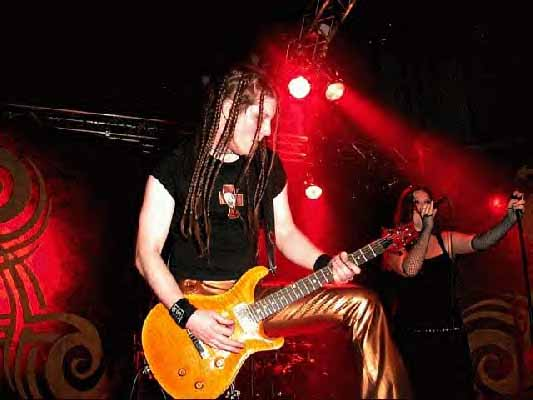
Greywolf a Flowing Tears együttessel 2004-ben

Buss Wadgassenből származik. Katolikus családban nőtt fel. 11 éves korában kezdett el érdeklődni a heavy metal zene iránt.
1994-ben másokkal együtt megalapította a Flowing Tears & Withered Flowers zenekart. A zenekar gitárosa és billentyűse volt. Nevüket 1999-ben Flowing Tears-re változtatták. 1995-ben iskolatársával, Pascal Flach-hal együtt megalapította a Red Aim zenekart.
2003-ban Charles Greywolffal (David Vogt) együtt alapította a Powerwolf zenekart. Ő a zenekar fő dalszerzője, és ő az, aki a legtöbb interjúban megjelenik a csapattal. Ő tervezte a színpadképet, az árucikkeket, a képi világot és a legtöbb albumborítót is.
Állítása szerint a legnagyobb hatással az Iron Maiden, a Black Sabbath, a Scorpions, a Michael Schenker Group, a Mercyful Fate, a Paradise Lost, a Tiamat, a New Model Army, a Dead Can Dance zenekarok voltak őrá, számtalan más zenekar mellett.

## Diszkográfia

### A Powerwolf zenekarral
- Return in Bloodred (2005)
- Lupus Dei (2007)
- Bible of the Beast (2009)
- Blood of the Saints (2011)
- Preachers of the Night (2013)
- Blessed & Possessed (2015)
- The Sacrament of Sin (2018)
- Call of the Wild (2021)
- Interludium (2023)
- Wake Up the Wicked (2024)

### A Flowing Tears zenekarral
- Swansongs (1996)
- Joy Parade (1998)
- Jade (2000)
- Serpentine (2002)
- Razorbliss (2004)
- Thy Kingdom Gone (2008)

### A Red Aim zenekarral
- Call Me Tiger (1999)
- Saartanic Cluttydogs (2001)
- Flesh for Fantasy (2002)
- Niagara (2003)

## Felszerelése
| Hangszer                             | Évek      |
| ------------------------------------ | --------- |
| ESP LTD DV8-R                        | 2003–2014 |
| ESP LTD V-401                        | 2014–2016 |
| Dean Guitars egyedi aláírású V gitár | 2016–     |

## Fordítás
Ez a szócikk részben vagy egészben  a   Matthew Greywolf című angol Wikipédia-szócikk ezen változatának fordításán alapul.  Az eredeti cikk szerkesztőit annak laptörténete sorolja fel. Ez a jelzés csupán a megfogalmazás eredetét és a szerzői jogokat jelzi, nem szolgál a cikkben szereplő információk forrásmegjelöléseként.